# إرنست غونتر هيرمان
إرنست غونتر هيرمان (بالألمانية: Ernst Günter Herrmann) (و. 1941  م) هو نحات، ومهندس المناظر الطبيعية ألماني، ولد في إرفورت.

## التعليم
تعلم في جامعة شتوتغارت
.